# فيانويفا دي لاس كروثيس
بلدية فيانويفا دي لاس كروثيس (بالإسبانية: Villanueva de las Cruces) هي بلدية تقع في مقاطعة ولبة التابعة لمنطقة أندلوسيا جنوب إسبانيا.

## الديموغرافيا
بلغ عدد سكان بلدية فيانويفا دي لاس كروثيس 418 نسمة عام 2011 (وفقاً للمعهد الوطني الإسباني للإحصاء).
| 460 | 430 | 407 | 410 | 416 | 415 | 418 |